# کارنوال سانشاین
کارنوال سانشاین (به انگلیسی: Carnival Sunshine) یک کشتی است که طول آن ۲۷۲٫۲ متر (۸۹۳ فوت) می‌باشد. این کشتی در سال ۱۹۹۶ ساخته شد.